# Leschenaultia nigrisquamis
Leschenaultia nigrisquamis är en tvåvingeart som först beskrevs av Townsend 1892.  Leschenaultia nigrisquamis ingår i släktet Leschenaultia och familjen parasitflugor.
Artens utbredningsområde är Jamaica. Inga underarter finns listade i Catalogue of Life.